# کالینین (شهرستان کراسننسکی، استان بلگورود)
کالینین (انگلیسی: Kalinin, Krasnensky District, Belgorod Oblast) یک شهرک در بخش کراسننسکی استان بلگورود کشور روسیه است.